# Kyoto shogi
Le Kyoto shogi (京都将棋, kyōto shōgi) est une variante moderne du shogi (échecs japonais).
Cette version a été créée par Tamiya Katsuya en 1976 (et brevetée en 2001).
Le jeu Kyoto shogi se joue comme le shogi, mais avec un nombre réduit de pièces sur un plateau de 5 × 5 cases. Cependant, la valeur des promotions (lorsqu'une pièce est retournée) ne correspond pas aux règles du Shogi traditionnel. De plus, à chaque déplacement, la pièce jouée doit être retournée (pour faire une promotion ou pour retrouver son état initial).

## Position de départ

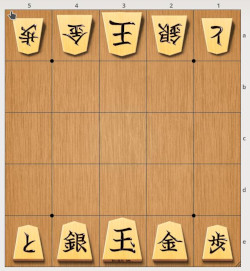

Les deux joueurs jouent sur un shogiban constitué de 5 × 5 cases, sans distinction de couleurs. 
Les pièces aussi n'ont pas de couleurs : elles sont biseautées et orientées en direction du camp adverse.
Dans la position initiale, chaque joueur possède 5 pièces qui sont (dans l'ordre, de gauche à droite):
- 1 pion promu (と tokin)
- 1 général d'argent (銀 gin)
- 1 roi (王 ōshō ou 玉 gyoku)
- 1 général d'or (金 kin)
- 1 pion (歩 fu)

## Rois
Un roi a les mêmes caractéristiques qu'au shogi traditionnel : 
- une face avec un caractère (kanji) qui précise qu'il est un roi.
- une autre face inutilisée - sans inscription - car il ne peut changer de statut.
- il se déplace d'une case à la fois (sur les cases adjacentes).

|  |  |
|  |  |

## Pièces spécifiques
À part les rois, chaque pièce a deux valeurs possibles : sa valeur initiale et celle indiquée sur son autre face. 
Les déplacements correspondent au shogi traditionnel mais pas les promotions qui sont toutes différentes. 
| Pièces et promotions         | Pièces et promotions             | Pièces et promotions     |
| ---------------------------- | -------------------------------- | ------------------------ |
| kyōto :                      |                                  |                          |
| La lance (香 kyōsha)         | {\displaystyle \Leftrightarrow } | Le pion promu (と tokin) |
| ginkaku :                    |                                  |                          |
| Le général d'argent (銀 gin) | {\displaystyle \Leftrightarrow } | Le fou (角 kaku)         |
| kinkei :                     |                                  |                          |
| Le général d'or (金 kin)     | {\displaystyle \Leftrightarrow } | Le cavalier (桂 keima)   |
| hifu :                       |                                  |                          |
| La tour (飛 hisha)           | {\displaystyle \Leftrightarrow } | Le pion (歩 fu)          |

Le nom de ces quatre pièces en japonais est composé de la valeur de chaque face.
Ces associations font des jeux de mots en japonais ; par exemple la "lance / pion promu" (kyōsha / tokin)  est appelée kyōto et se prononce comme la ville japonaise Kyoto (京都).
Cette pièce donne son nom au jeu Kyoto shogi (Le nom complet du jeu - avec ses jeux de mots - est Kyoto-ginkaku-kinkei-hifu-Shogi).

## Promotions
Chaque fois que l'on déplace une pièce (autre que le roi) la promotion est obligatoire : la pièce doit être retournée.
En cours de partie, les pièces alternent sans cesse les valeurs promues et non promues.

## Déplacements et parachutages
Les pièces capturées peuvent être réutilisées : à la place d'un déplacement, on peut parachuter une pièce pour menacer l'adversaire.
Il y a moins de contraintes qu'au shogi traditionnel:
- une pièce capturée peut être parachutée en présentant n'importe quelle face (valeur promue ou non promue)
- on est autorisé à effectuer des déplacements ou des parachutages qui aboutissent au blocage d'une pièce

Ainsi, on peut déplacer une tour sur la dernière rangée ; elle devient un pion qui ne peut plus bouger - mais il peut être capturé - et c'est légal.

## Finalité
Le but de la partie est de mater le roi ennemi comme au jeu d'échecs ou au shogi traditionnel.